# Berar
Berar, situé dans le centre de l'Inde, est l'un des cinq sultanats issus de la division du sultanat Bahmani à la fin du XVe siècle : Ahmadnagar, Bijapur, Bidar, Golconde et Berar.
Profitant des rivalités entre les dignitaires bahmanis, Fathultah Imadulmulk, brahmane converti au sunnisme, proclame l'indépendance de Berar en 1487, fondant la dynastie des Imad Shahi. Les cinq sultanats se livrent à des guerres incessantes contre leurs voisins, entre eux ou s'alliant parfois pour résister au puissant royaume hindou de Vijayanagar qu'ils finissent par vaincre à la bataille de Talikota en 1565. En 1574 Ahmadnagar annexe le Berar mais en 1596 l'empereur moghol Akbar s'empare des deux sultanats.
Au début du XVIIIe siècle, lors de la décomposition de l'empire moghol, l'Hyderabad (ou Golconde) devient indépendant grâce à l'habileté de Nizâm al-Mulk Asaf Jâh Ier, vice-roi du Deccan. Ce nouvel état, voisinant au sud-est de la province de Berar, absorbe cette dernière. En 1768 le nizamat d'Hyderabad passe sous protectorat britannique mais sa défaillance répétée à entretenir le contingent subsidiaire amène les Anglais à prendre le Berar sous leur administration directe, en guise de compensation. Le souvenir de cette domination passée est néanmoins maintenu à la cour d'Hyderabad, où l'héritier au trône porte le titre de Prince (Mirza Baig) de Berar.
Les territoires qui constituaient le Berar font partie du Maharashtra. Ils correspondent en partie à la région du Vidharba (en), incluant notamment la ville de Nagpur.